# Saint-Étienne-des-Sorts
Saint-Étienne-des-Sorts település Franciaországban, Gard megyében. Lakosainak száma 537 fő (2022. január 1.). Saint-Étienne-des-Sorts Chusclan, Vénéjan, Mornas és Piolenc községekkel határos.

## Népesség
A település népessége az elmúlt években az alábbi módon változott:
| Lakosok száma | 536  | 432  | 413  | 494  | 540  | 556  | 557  | 548  | 540  | 537  |
|               | 1968 | 1982 | 1990 | 2006 | 2013 | 2015 | 2017 | 2019 | 2020 | 2022 |